# Žitarka
Žitarka is een plaats in de gemeente Sveta Nedelja in de Kroatische provincie Zagreb. De plaats telt 241 inwoners (2001).